# نابارنيز
بلدية نابارنيز (بالإسبانية: Nabarniz)‏ هي بلدية تقع في مقاطعة بيسكاي, التي تقع في منطقة الباسك شمالي إسبانيا.

## وصلات خارجية
- (بالإسبانية)